# Karl-Heinrich Weise

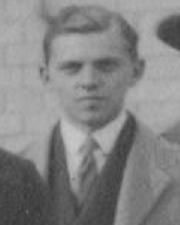
Karl-Heinrich Weise
1930 in Jena

Karl-Heinrich Weise (* 24. Mai 1909 in Gera; † 15. April 1990 in Kiel) war ein deutscher Mathematiker und Nationalsozialist.

## Leben
Weise war der Sohn von Johanna Weise und ihrem Ehemann Kurt, einem Mittelschullehrer. Ab 1928 studierte er an den Universitäten in Leipzig und Jena, wo er 1934 bei Robert König promoviert wurde (Beiträge zum Klassenproblem der quadratischen Differentialformen, Mathematische Annalen Bd. 110, 1935, S. 522). 

### Im Nationalsozialismus
1933 wurde Weise in die SA aufgenommen. Im darauffolgenden Jahr folgten Mitgliedschaften im Nationalsozialistischen Lehrerbund, dem Nationalsozialistischen Fliegerkorps und der Nationalsozialistischen Volkswohlfahrt. Mitglied der NSDAP wurde Weise erst nach Ablauf der Aufnahmesperre zum 1. Mai 1937 mit der Mitgliedsnummer 5.663.631. Nach der Assistenzzeit und nach Habilitation in Jena wurde er an gleichem Ort 1937 Privatdozent. 1942 wurde er außerordentlicher und 1945 ordentlicher Professor an der Universität Kiel als Nachfolger von Adolf Hammerstein.

### Nach 1945
Mit Friedrich Bachmann baute er dort nach dem Zweiten Weltkrieg das Mathematische Institut neu auf.  Seine damaligen Vorlesungen (zum Beispiel über Knotentheorie und das Vierfarbenproblem) waren beliebt und sein Schüler Wolfgang Haken empfing dort (und von einem Vortrag des in Kiel lebenden Heinrich Heesch) die erste Anregung für seine spätere Beschäftigung (und Lösung) des Vierfarbenproblems. 1952/53 war er Rektor der Universität. Er war wesentlich an der Gründung des Rechenzentrums an der Universität Kiel 1959 beteiligt (mit Erich Bagge) und der Einrichtung eines Informatik-Studiengangs 1969. Er selbst lehrte allerdings nie Informatik (nur Numerische Mathematik), er nutzte aber schon in den 1950er Jahren den Computer (eine Zuse Z22) für Rechnungen in der Knotentheorie. 1971 bis 1977 war er Direktor des von ihm gegründeten Instituts für Informatik und Praktische Mathematik. 1977 emeritierte er. 1978 wurde er Ehrensenator der Universität Kiel. 1956 war er  Präsident der Deutschen Mathematiker-Vereinigung.

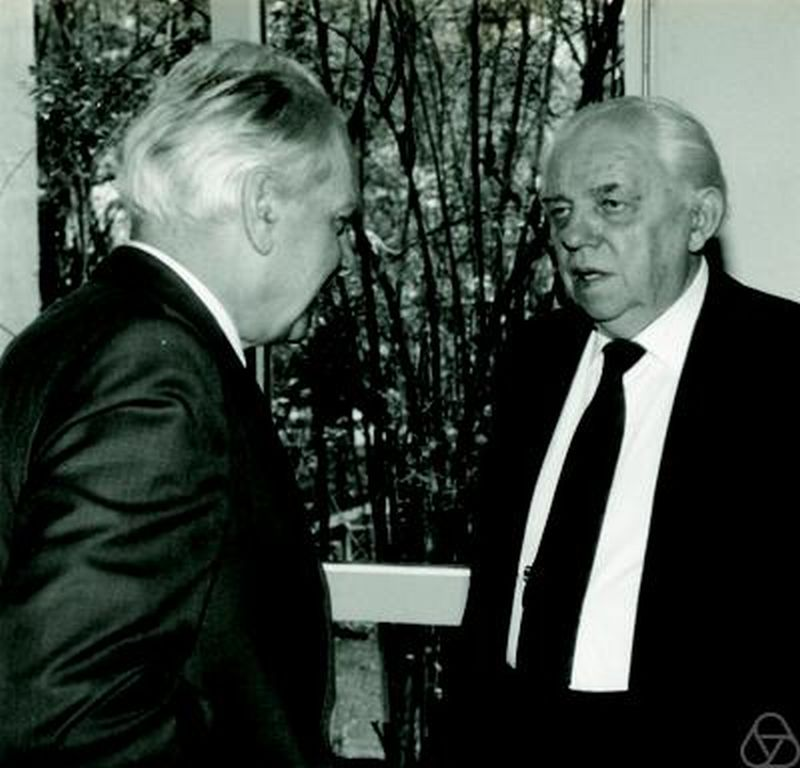
Karl-Heinrich Weise 1987 im Gespräch mit Martin Barner

Zu seinen Doktoranden gehören Wolfgang Haken, Wilhelm Klingenberg, Andreas Dress, Wolfgang Gaschütz, Heinz König, Erich Martensen, Jens Mennicke, Bodo Schlender.

## Schriften
- mit Robert König: Mathematische Grundlagen der Kartographie, Bd. 1 (Das Erdsphäroid und seine konformen Abbildungen), Springer 1951.
- Gewöhnliche Differentialgleichungen, Wolfenbütteler Verlagsanstalt, Wolfenbüttel und Hannover 1948.
- Differentialgleichungen, Vandenhoeck und Ruprecht 1966.